# 安條克 (比伯縣)
安條克（英語：Antioch）是一個位於美國阿拉巴馬州比伯縣的非建制地區。該地的面積和人口皆未知。

## 地理
安條克的座標為32°56′41″N 86°59′55″E / 32.944722°N 86.998611°E，而該地最高點為海拔高度164米（即538英尺）。